# Cock and ball torture
Пытка члена и яиц (англ. cock and ball torture, сокр. CBT) — сексуальное действие, связанное с причинением боли или сдавливанием пениса или яичек. Это может быть связано с такими непосредственно болезненными действиями, как пирсинг гениталий, игра с воском, отшлепывание гениталий, сдавливание, сожжение яиц, порка гениталий, игры с уретрой, пытка щекоткой, эротическая электростимуляция, коленопреклонение или пинки. Получатель таких действий может получить прямое физическое наслаждение через мазохизм или эмоциональное удовольствие, через эротическое унижение либо от осознания того, что игра доставляет удовольствие садистскому доминанту. Многие из этих действий влекут за собой значительный риск для здоровья.

## Устройства и практики
Как и многие другие виды сексуальных действий, CBT может быть выполнена с использованием игрушек и устройств, чтобы сделать пенис и яички более доступными для нападения, или в целях прелюдии.

### Эрекционные кольца
Эрекционное кольцо — это секс-игрушка, которая используется для удлинения мошонки и создания ощущения веса, оттягивающего яички от тела. Это может быть особенно приятно для владельца, так как может сделать оргазм более интенсивным, так как яички не могут двигаться вверх. Предназначенная сделать так, чтобы яички постоянно висели гораздо ниже обычного (при регулярном использовании в течение длительного времени), эта секс-игрушка может быть потенциально вредна для мужских половых органов, так как кровообращение может быть легко перекрыто, если её чрезмерно затянуть.
В то время как кожаные кольца являются наиболее распространенными, другие модели состоят из разного рода стальных колец, которые закрепляются винтами, что приводит к дополнительному, но лишь незначительно неудобному весу яичек владельца. Длина колец может варьироваться от 2,5 до 10 сантиметров. Более опасный тип колец может быть изготовлен в домашних условиях простым наматыванием веревки вокруг мошонки до тех пор, пока в конце концов она не будет натянута до желаемой длины.

### Яйцесдавливатель
Яйцесдавливатель — это прибор, сделанный из металла либо из чистого акрила, который медленно сжимает гениталии посредством прокручивания гайки или болта. То, насколько грубо происходит действие, зависит от терпимости к боли человека, на котором его применяют. Яйцесдавливатель обычно используют вместе с бондажом, который надевает либо носитель яйцесдавливателя, либо его партнер.

### Парашют
Парашют — это небольшой воротник, обычно из кожи, который застёгивается вокруг мошонки. Он имеет коническую форму, под ним свисают три или четыре короткие цепи, к которым можно прикрепить грузы.
Использующийся как часть CBT в БДСМ-отношениях, парашют обеспечивает постоянное сопротивление и сжимающее воздействие на яички. Средняя масса подвешенного груза составляет 3-5 кг, особенно когда надет бондаж; иногда используются более тяжёлые грузы. Меньший вес может быть использован, когда мужчина, носящий его, может свободно двигаться; эффект качания груза может ограничить резкие движения, а также обеспечить визуальный стимул для доминирующего партнера.

### Хамблер
Хамблер — это устройство физического сдерживания БДСМ, используемое для ограничения движения подчиняемого участника мужского пола на сцене БДСМ.
Хамблер состоит из кандалов, которые зажимаются вокруг основания мошонки и устанавливаются в центре перекладины, которая проходит за бедрами у основания ягодиц. Это заставляет владельца держать ноги сложенными вперед, так как любая попытка выпрямить ноги даже слегка тянет за мошонку, вызывая от значительного дискомфорта до сильной боли.

### Кандалы для яичек
Кандалы для яичек представляют собой кольцеобразное устройство вокруг мошонки между телом и яичками, которое в закрытом состоянии не позволяет яичкам проскользнуть через него. Обычный тип имеет две соединенные половинки, одна из которых находится вокруг мошонки, другая — вокруг основания пениса. Они являются лишь одним из многих приспособлений для ограничения мужских половых органов. Стандартный замок может быть также заперт вокруг мошонки; без ключа он не может быть снят.
Некоторые пассивные мужчины наслаждаются чувством «подчинённого», в то время как доминирующие индивидуумы наслаждаются чувством «подчинения» своих партнеров. Требование к такому мужчине носить кандалы для яичек символизирует, что его половые органы принадлежат его партнеру, который может быть как мужчиной, так и женщиной. При этом существует степень унижения, при которой они испытывают сексуальное возбуждение. Кандалы могут являться частью сексуального фетиша владельца или его партнера.
Однако, это крайнее использование кандал для яичек. Более условно, устройство снимает яички и удерживает их во время стимуляции, что имеет ряд преимуществ:
- Увеличение пениса. Вытягивание яичек вниз и в сторону от основания полового члена натягивает кожу на основание полового члена и лобковую кость, обнажая дополнительные 2,5 сантиметра от стержня полового члена, которые обычно не видны.
- Улучшение сексуального возбуждения. В то время как некоторые мужчины могут быть возбуждены чувством «подчинения», физическое ощущение растяжения связок, которые подвешивают яички, имеет эффект, аналогичный более распространённой практике вытягивания ног и направления пальцев ног.
- Кандалы не позволяют яичкам подняться настолько, чтобы они застряли под кожей, непосредственно прилегающей к основанию полового члена, что может быть очень неудобным состоянием, особенно если яичко будет раздавлено шлепком по коже во время полового акта.
- Задержка или усиление эякуляции путем предотвращения нормального подъёма яичек до «точки невозврата», из-за чего достичь оргазма становится гораздо труднее.

### Жгут для пениса
Жгут для пениса — это секс-игрушка для пениса, предназначенная для ношения вокруг пениса и мошонки. По своей функции она похожа на эрекционное кольцо. Эти устройства связаны с БДСМ деятельностью. Круги Ада — это пояс целомудрия для мужчин, сделанный из нескольких колец для пениса, применяемых для CBT. Зубы Кали представляют собой металлический браслет с внутренними шипами, который закрывается вокруг пениса и может быть использован для предотвращения или наказания эрекции.

### Удар по яйцам
«Удар по яйцам» — это практика пинка или удара коленом в паховую область. Она сопряжена с рядом медицинских рисков, включая опасность разрыва яичек в результате такой травмы.

## CBT в Японии
Тамакери (玉蹴り) (буквально «пнуть по яйцам») — это сексуальный фетиш и поджанр БДСМ, в рамках которого происходит избиение мужских яичек. Этот жанр также называют «боллбастингом» (кратко — «bb»). Тамакери — японский термин, однако он используется и многими не японцами для контента, где участвуют азиаты — в основном, женщины. Действие тамакери заключается в том, что садист повреждает мошонку мазохиста. Фетиш популярен как среди гетеросексуальных, так и среди гомосексуальных мужчин и женщин. В хентай-сообществах его также называют «тамакери» или «crotch_kick».
Денкианма (電気按摩) (буквально «электромассаж») — популярный японский розыгрыш, в котором один человек ставит свою ногу в область гениталий другого и вращает её, удерживая пятку на паховой области другого человека, вызывая таким образом вибрации. Часто это делается путем захвата ног другого человека, поднятия их, а затем помещения собственной ноги на промежность и вызова вибраций. Часто это делается между мальчиками школьного возраста как розыгрыш, похожий на канчо, и может быть воспринято западной аудиторией как вид издевательства. Также в 2007 году компания Doritos, производящая чипсы, выпустила новый вкус картофельных чипсов под названием «Денкианма».

## Безопасность
Последствия: варикозное расширение вен пениса или мошонки, гидроцеле, снижение уровня тестостерона, импотенция, бесплодие, инфицирование уретры. Некроз и ампутация гениталий — самый высоковероятный исход CBT. Бондаж, при котором яички или член привязываются к чему-либо ещё, особенно опасен, увеличивая риск повреждения  в результате чрезмерного напряжения или вытягивания. Наиболее тяжелыми травмами являются разрывы, перекручивание и авульсия яичек, которые нуждаются в срочной медицинской помощи.
- Уретральный фингеринг является примером пытки, которая требует особых мер предосторожности, таких как отсутствие острых ногтей на пальце, вставленном в половой член. Изображение показывает женщину, делающую уретральный фингеринг.
- Женщина держит пенис связанного мужчины и подает электричество на его яички. Важно, чтобы такая эротическая электростимуляция проводилась в определенных пределах.
- Пенис мужчины с кляпом оттягивают, используя веревку. Во время таких действий важно иметь сигнал в качестве стоп-слова.